# Lluita de bastons
La lluita amb bastons o lluita amb pals és una varietat d'arts marcials que utilitzen "pals" simples, llargs, prims, contundents, de mà, generalment de fusta per lluitar, com ara un bastó d'arma, bo, jo, bastó, bastó ., pals d'arnis o armes similars. Algunes tècniques també es poden utilitzar amb un paraigua resistent o fins i tot amb una espasa o punyal a la seva funda.
Les armes contundents més gruixudes i/o més pesades com els garrots o la maça queden fora de l'àmbit de la "lluita amb pals" (ja que no es poden manejar amb tanta precisió, per la qual cosa la força d'impacte és més important), igual que les armes més formades com ara el taiaha utilitzat pel poble maori de Nova Zelanda, i el macuahuitl utilitzat pel poble asteca de Mesoamèrica en la guerra.
Tot i que molts sistemes són tècniques de combat defensives destinades a utilitzar-se si s'ataquen amb armes lleugeres, d'altres com el kendo, l' arnis i el gatka es van desenvolupar com a mètodes d'entrenament segurs per a armes perilloses. Sigui quina sigui la seva història, moltes tècniques de lluita amb pals es presten a ser tractades com a esports.
A més dels sistemes dedicats específicament a la lluita amb bastons, algunes altres disciplines l'inclouen, ja sigui per dret propi, com en l'art marcial tàmil silambam, o simplement com a part d'un entrenament polivalent que inclou altres armes i/o lluita a mà nua, com en la tradició kalaripayattu de Kerala, on aquestes armes de fusta serveixen com a entrenament preliminar abans de la pràctica de les armes metàl·liques més perilloses.
Les lluites de bastons entre individus o les grans reunions entre subtribus on els homes lluiten en duels eren una part important del patrimoni antropològic de diverses cultures. . En tribus com el poble Surma d'Etiòpia, la lluita amb bastons amb donga és una pràctica cultural important i el millor mitjà per lluir-se per buscar una núvia, nua o gairebé, i els seus veïns més belicosos, el poble Nyangatom, que lluiten en duels. amb el pit nu, l'objectiu és infligir ratlles visibles a l'esquena de l'adversari, utilitzant no bàculs senzills sinó pals amb un extrem flexible i assotat.

## Estils

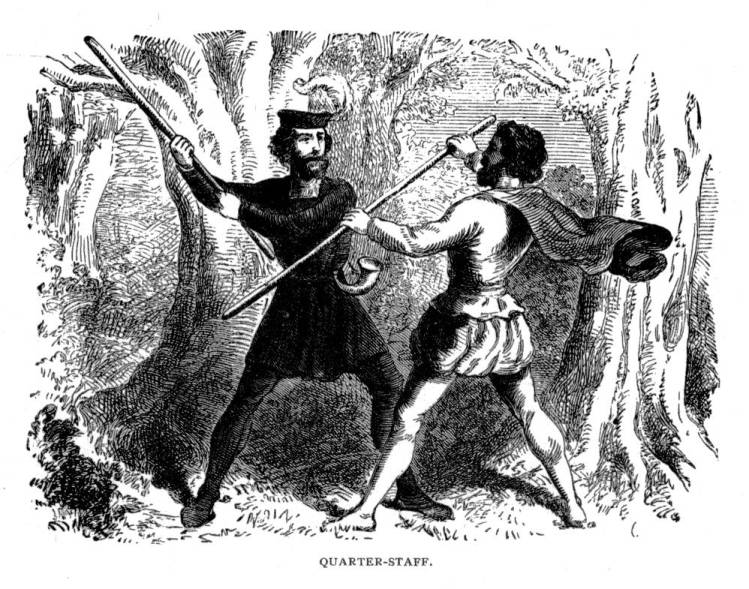
Una obra d'art que representa la lluita de bastons

Els sistemes europeus tradicionals de lluita amb bastons incloïen una gran varietat de mètodes de combat d' esquadra, detallats en nombrosos manuscrits escrits per mestres d'armes. Molts d'aquests mètodes es van extingir, però d'altres es van adaptar i van sobreviure com a sistemes d'esports populars i d'autodefensa. Alguns exemples inclouen el joc do pau de Portugal, el relacionat joc del palo de les illes Canàries, la canne de combat o la canne de França, el palcaty de Polònia i l' scherma di bastone d'Itàlia. El manual de Giuseppe Cerri de 1854 Trattato teorico e pratico della scherma di bastone està influenciat pels mestres de l'escola italiana d'espasa, Achille Marozzo i potser Francesco Alfieri.
El sistema francès de la canne encara es practica com a esport de competició. Una adaptació d'autodefensa de La canne desenvolupada pel mestre d'armes suís Pierre Vigny a principis del 1900 ha estat reviscada com a part del pla d'estudis de bartitsu.
Als Estats Units durant els primers anys del 1900, l'esgrimista i especialista en autodefensa AC Cunningham va desenvolupar un sistema únic de lluita amb bastons mitjançant un bastó o un paraigua, que va registrar al seu llibre The Cane as a Weapon .
Singlestick es va desenvolupar com un mètode d'entrenament en l'ús d'espases posteriors com el sabre de cavalleria i el tallador naval. Va ser un passatemps popular al Regne Unit des del segle xviii fins a principis del XX, i va ser un esdeveniment d'esgrima als Jocs Olímpics d'estiu de 1904. Tot i que l'interès per l'art va disminuir, uns quants entrenadors d'esgrima van continuar entrenant amb el pal i les competicions d'aquest estil de lluita amb pals van ser reintroduïdes a la Royal Navy a la dècada de 1980 pel comandant Locker Madden. L'art continua guanyant un petit nombre de seguidors entre la comunitat d'arts marcials al Regne Unit, Austràlia, Canadà i els EUA.
L'Amèrica Llatina també té la seva part d'arts marcials dedicades a la lluita amb bastons, com ara el joc del garrote de Veneçuela, el palo do Brasil i Maculelê del Brasil, la calinda de Trinitat i l' Eskrima Kombat dels sud-americans.
Els bastons (de diverses mides) són armes habituals en les arts marcials asiàtiques , en les quals varien en disseny, mida, pes, materials i metodologia, i sovint s'utilitzen de manera intercanviable i juntament amb tècniques de mà oberta. Per exemple, l'eskrima o l'arnis de les Filipines utilitzen pals fets tradicionalment a partir de vímet o d'arbre de mantega i es poden portar sols o en parella.

## Variants
A les arts marcials històriques d'Europa, la lluita amb armes d'astí s'ensenyava utilitzant el mig pal. La lluita amb bastons també es va practicar fins a principis del segle xx. Century sovint ensenyava a preparar-se per manejar armes de fulla i per a l'entrenament físic. Els pals s'utilitzen com a armes en nombrosos estils d'arts marcials xineses. Les tècniques de pal de Shaolin Kung Fu i Wing Chun són especialment conegudes. El kendo japonès de lluita amb espases sovint es coneix erròniament com a lluita de bastons perquè els shinais que s'utilitzen per a la pràctica estan fets de bambú.
- Taiaha, l'arma tradicional de fusta dels maoris neozelandesos, en part amb una punta de llança (de fusta) i un extrem de maça gruixuda.

- Pahuyuth, art marcial del sud-est asiàtic[5]
- Silambam Nillaikalakki, art marcial indi[6]
- Bastone Genovese, una forma de lluita de bastons italiana originària de Gènova.[7]
- Maculelê, dansa marcial brasilera

- Joc do pau, art marcial portuguès

- Juego del Palo, art marcial canari

- Tānjō, art marcial japonès amb un bastó curt d'uns 90 cm (normalment també un bastó)

- Lluita de Donga de la Surma etíop

- Grabong, lluita de bastons del sud-est asiàtic[3][8]

- Jōdō, art marcial japonès de pal curt

- Bōjutsu, art marcial japonès de pal llarg

- Canne (arts marcials), lluita francesa de bastons

- Arnis-Kali-Eskrima / Escrima, art marcial filipí
- Bartitsu Tècnica d'autodefensa anglesa amb bastó
- Bataireacht, art marcial irlandès
- Bâton français estil francès de lluita amb bastons